# Ebhang
Ebhang (nep. इभाङ) – gaun wikas samiti we wschodniej części Nepalu w strefie Meći w dystrykcie Ilam. Według nepalskiego spisu powszechnego z 2001 roku liczył on 896 gospodarstw domowych i 5179 mieszkańców (2618 kobiet i 2561 mężczyzn).